# Piyama-Radu
Piyama-Radu (Fine XIV secolo a.C. – post 1260 a.C.) è un personaggio vissuto nella tarda età del bronzo, forse un principe di Arzawa, fiero nemico dell'impero Ittita.

## I testi
Di questa elusiva, inafferrabile figura troviamo traccia in varie epistole di sovrani ittiti, in corrispondenze scambiate con altri re, in missive interne e perfino in orazioni ove sovrani e regine interrogano gli aruspici ed invocano gli dei affinché liberino l'impero da tale piaga.
Gli annali ittiti ce lo descrivono come un pirata, un agitatore, un sobillatore, un sovversivo riottoso al giogo ittita ed inafferrabile per le milizie imperiali, che per decenni tenne in scacco la prima potenza del Vicino Oriente. Ma chi era Piyama-Radu?
La prima notizia significativa ci giunge dalla cosiddetta Lettera di Manhapa-Tarhunta, missiva di un re arzawa vassallo degli Ittiti datata circa al 1285 a.C.; si torna a parlare di lui, ed è anzi l'argomento principale del testo, nella Lettera di Tawagalawa (o appunto Lettera di Piyama-Radu) scritta alcuni anni più tardi da un sovrano Ittita (Muwatalli II o Hattušili III) per chiederne al re di Ahhiyawa l'estradizione; e ancora circa 60 anni dopo, viene preso probabilmente come riferimento cronologico nella cosiddetta Lettera di Millawata,, in un passaggio comunque troppo frammentario per essere tradotto; essendo improbabile che all'epoca fosse ancora in vita (il documento è circa del 1220 a.C.), un riferimento a lui così tardo rappresenta il segno tangibile di quanto Piyama-Radu avesse inciso nella storia imperiale.

## L'uomo degli Ahhiyawa
Sappiamo con certezza, interpretando i testi, che Piyama-Radu fu un fiero nemico ittita, operante nell'area Ovest dell'Anatolia, quindi in territorio arzawa, a quel tempo già sotto il controllo imperiale ittita; questi disponeva presumibilmente di forze militari proprie di una certa rilevanza e certamente agiva con l'appoggio, se non addirittura come diretto emissario, del sovrano dello stato egeo di Ahhiyawa che proprio all'inizio del XIII secolo a.C. stava spingendo per aumentare la propria influenza nell'area. Non disponendo probabilmente di forze militari sufficienti per uno scontro diretto con gli Ittiti, questi si affidava a sobillatori ed agenti locali, come proprio Piyama-Radu, al fine di fomentare rivolte degli stati vassalli nei confronti del potere centrale di Ḫattuša per potersi poi proporre come referente delle nuove realtà, sia a livello politico che commerciale.
La base operativa di Ahhiyawa era rappresentata dalla città di Millawata/Mileto, precedentemente in orbita ittita, e passata dalla parte egea circa all'inizio del XIII secolo a.C.

## Le gesta
Piyama-Radu irruppe sulla scena anatolica attorno al 1285: con un contingente militare verosimilmente fornito da Ahhiyawa, prima prese temporaneamente il controllo dello stato arzawa Terra del fiume Seha, rimuovendo il re vassallo ittita Manhapa-Tarhunta, poi da lì marciò versò Nord invadendo lo stato di Wilusa (la Troia narrata dagli aedi Greci) sullo stretto dei Dardanelli, anch'esso alleato Ittita, occupandolo.
La reazione di Muwatalli II, il sovrano ittita, non si fece attendere: inviato un contingente militare agli ordini del generale Kassu, riconquistò la città ristabilendo l'ordine e scacciando Piyama-Radu dall'area.
L'episodio, per quanto politicamente e militarmente di rilevanza piuttosto modesta, è quanto di storicamente più vicino, per protagonisti e coincidenza cronologica, con l'omerica, leggendaria guerra di Troia.
Sul fatto che Piyama-Radu sia riuscito a sfuggire alla cattura a Wilusa non vi sono dubbi: infatti nella successiva Lettera di Tawagalawa troviamo un accorato invito, quasi una supplica, da parte del re ittita al re di Ahhiyawa, con il quale i rapporti si sono almeno ufficialmente distesi, affinché fermi le azioni di Piyama-Radu, nuovamente ostile agli Ittiti, scacciandolo dai propri territori o, ancora più auspicabilmente, consegnandolo alla giustizia ittita.
Non abbiamo notizie certe sull'esito della richiesta, ma appare improbabile che possa essere stata ascoltata: infatti Piyama-Radu, apprendiamo, ha dato in sposa una propria figlia a tale Atpa, reggente di Millawata per conto degli Ahhiyawa, e dunque i rapporti tra il "sovversivo" e lo stato egeo si sono rafforzati.
Infatti alcuni decenni più tardi sappiamo che il re ittita Tudhaliya IV assedierà e conquisterà Millawata, a riprova che le tensioni con Ahhiyawa fossero tutt'altro che sopite.
Non abbiamo notizie sulla fine di Piyama-Radu: un testo frammentario e molto posteriore giunto sino a noi pare ricordarne la cattura, collocandola già sotto il regno di Muwatalli II; ma orazioni agli dei elevate dalla regina Puduhepa, moglie di Hattušili III, affinché venisse catturato rendono la circostanza poco probabile.
Gli storici ritengono oggi che Piyama-Radu sia riuscito ad eludere gli Ittiti fino alla fine; d'altra parte, se si eccettua l'episodio di Wilusa, non si hanno notizie della conquista di alcun trono, il che lascia supporre che abbia proseguito nella sua attività insurrezionale con modeste fortune.

## Le ipotesi: l'erede del trono di Arzawa in cerca di un regno?
Sull'identità di questo personaggio si è molto discusso, soprattutto sulla sua determinazione perpetrata negli anni di combattere gli Ittiti; il quadro di "pirata" e "agitatore" fornitoci dagli annali di Ḫattuša è sempre parso agli studiosi una visione faziosa o quantomeno parziale, anche perché Piyama-Radu, a dispetto di tentativi concilianti ed offerte ricevute dai re ittiti, non è mai venuto a patti con il potere centrale. Ultimamente si è fatta strada una teoria proposta da Heinhold-Kramer nel 1983, e rilanciata da Starke ed Hawkins; secondo questa teoria, Piyama-Radu potrebbe essere stato in realtà il principe ereditario del trono arzawa del defunto re Uhha-Ziti, sconfitto dal sovrano ittita Muršili II nel 1319 a.C., che perse il regno e fuggì con i propri figli, riparando proprio nelle isole di Ahhiyawa. Dei figli, catturati o uccisi dagli Ittiti, conosciamo i nomi; Piyama-Radu potrebbe essere perciò il nipote di Uhha-Ziti, figlio di Piyama-Kurunta, nato o cresciuto proprio ad Ahhiyawa dopo la fuga dell'intero casato reale, circostanza che spiegherebbe ancor meglio il legame e le operazioni svolte in Anatolia con il supporto o per conto di questo stato.
Diversamente, come ha sottolineato Hawkins, Piyama-Radu non avrebbe avuto alcun ragionevole motivo di reiterare la richiesta al sovrano ittita di essere posto su un trono come suo vassallo, trono peraltro, come ben si evince dal contesto dove egli operò, che dovesse appartenere all'area Arzawa.